# I Was Born to Love You
I Was Born to Love You è un brano scritto da Freddie Mercury, il primo singolo estratto da Mr. Bad Guy, primo album da solista del cantante, pubblicato nel 1985.

## La canzone
La prima versione della canzone, pubblicata nel 1985, presentava un arrangiamento in stile disco, ritmico e registrato prevalentemente con suoni elettronici.
Dopo la morte di Freddie Mercury, i rimanenti Queen riarrangiarono la canzone, inserendola nell'album Made in Heaven, uscito nel 1995. Questa versione presentava un arrangiamento completamente differente in una chiave rock pop, simile a quelli classici dei Queen. Inoltre, nel finale, inserirono alcuni brevi estratti vocali di Mercury ripresi dalle canzoni A Kind of Magic e Living on My Own.
La canzone fu ulteriormente riproposta nel 2000, nell'album postumo Freddie Mercury Solo Collection, interpretata soltanto con voce, pianoforte e cori. La prima esibizione dal vivo avvenne nel 2005, durante il tour giapponese dei Queen + Paul Rodgers, quando Roger Taylor e Brian May eseguirono la canzone in chiave acustica.

## Video
Il video originale della canzone del 1985 mostra Freddie Mercury mentre gioca innamorato con la sua compagna, mentre indossa quella che poi, con qualche modifica, sarà la celebre giacca gialla del concerto al Wembley Stadium.
In un successivo video del 2004, utilizzato per la versione pubblicata in Made in Heaven, si alternano immagini di repertorio dei Queen con scene tagliate dal video originale della canzone o inedite provenienti dal medesimo girato.

## I Was Born to Love Younel cinema e nella televisione
- La versione originale del 1985 è stata utilizzata come colonna sonora del film italiano Yuppies - I giovani di successo del 1986.
- La versione dei Queen è stata utilizzata come sigla del telefilm giapponese Pride nel 2004, la cui colonna sonora comprendeva altre canzoni dei Queen tra cui We Will Rock You, We Are the Champions e Bohemian Rhapsody. La canzone, pubblicata quindi anche in Giappone, raggiunse la posizione numero 1 nella classifica dei singoli Oricon.

## Curiosità
- Il brano doveva essere contenuto nell'album The Works dei Queen ma il gruppo lo aveva scartato, quindi Freddie lo ha ripreso ed inserito nella sua prima opera solistica.